# Lake McNeill
Lake McNeill är en sjö i Antarktis. Den ligger i Östantarktis. Australien gör anspråk på området. McNeill ligger 27 meter över havet.